# Santa Maria della Speranza (titolo cardinalizio)
Santa Maria della Speranza (in latino: Titulus Sanctæ Mariæ de Spe) è un titolo cardinalizio istituito da papa Giovanni Paolo II il 21 febbraio 2001. Il titolo insiste sulla chiesa di Santa Maria della Speranza, sita nella zona Val Melaina e sede parrocchiale dal 1995.
Dal 21 febbraio 2001 il titolare è il cardinale Óscar Andrés Rodríguez Maradiaga, arcivescovo emerito di Tegucigalpa

## Titolari
- Óscar Andrés Rodríguez Maradiaga, S.D.B., dal 21 febbraio 2001